# Charles Paulus Bélanger
Pour les articles homonymes, voir Bélanger.
Charles Paulus Bélanger, né à Paris le 27 mai 1805 et mort le 18 novembre 1881 au jardin botanique de Saint-Pierre (Martinique), qu'il dirigeait depuis trente ans, est un botaniste et naturaliste français.

## Biographie
Né le 27 mai 1805 dans le 10e arrondissement de Paris, Charles Paulus Bélanger est le fils de Charles Bélanger, sergent-major au 10e régiment d'infanterie légère et de Marie Madeleine Noël.
Médecin à Saint-Germain-des-Prés, il épouse en 1833 Marie Anastasie Beffroy, fille d'un receveur de l'enregistrement, puis en 1841 Jane Stewart, propriétaire à Clichy-sous-Bois.
Il décède le 18 novembre 1881 au jardin botanique de Saint-Pierre, à la survivance de son épouse. Il était le beau-frère d'Esprit Rigaud, maire du 6e arrondissement de Paris durant les années 1870.

## Carrière
Bélanger se voue de bonne heure à l'étude des sciences naturelles.
En 1825, nommé directeur du jardin botanique de Pondichéry, il quitte la France par la route pour les Indes orientales, en compagnie d'Eugène Panon Desbassayns de Richemont qui vient d'être désigné gouverneur des établissements français de l'Inde. Bélanger doit mettre à profit ce long voyage pour réunir de nombreux documents ethnographiques et de précieuses collections.
Il traverse l'Allemagne, la Pologne, la Russie méridionale, la Géorgie et les provinces persanes sous la domination russe ; pénétrant ensuite dans la Perse proprement dite, il en explore du nord au sud la partie occidentale, s'embarque à Bouchir, fait une courte relâche à Mascate, débarque à Bombay, visite l'Ile d'Élepkanta, fait pendant trois mois des recherches très fructueuses sur la côte de Malabar, franchit les Gâtes occidentales, traverse la péninsule en deçà du Gange par Maïssour et arrive à Pondichéry à la fin de mars 1e826 après un voyage de quatorze mois.
Une fois établi à Pondichéry où il dirige la création d'un jardin botanique, Bélanger fait trois grandes excursions : l'une dans le Carnate et sur la cote de Coromandel, l'autre au Bengale et dans le pays des Birmans, la troisième à Java.
En 1829, un rapport présenté à l'Académie des sciences par Frédéric Cuvier et signé par MM. Geoffroy Saint-Hilaire, Latreille, Duméril, Desfontaines, de Mirbel et Cassini, rend compte en termes élogieux des travaux de Bélanger. À la même époque, Abel de Rémusat et Eugène Burnouf rendent compte à l'Académie des inscriptions et belles-lettres des succès obtenus par Bélanger dans ses recherches relatives à l'ethnographie et à la littérature orientale, en décrivant les collections qu'il a soumises à leur examen.
En 1832, Bélanger reçoit pour ses travaux scientifiques la croix de chevalier de la Légion d'honneur.
En 1850, il est chargé de la direction du jardin botanique de la Martinique qu'il transforme rapidement en un établissement scientifique important. Ce jardin devient grâce il lui un précieux entrepôt de plantes rares et le seul de nos colonies où les établissements similaires de la métropole puissent s'approvisionner.
Pendant son séjour à la Martinique, M. Bélanger ne cesse d'enrichir de ses collections nos musées nationaux ; et, comme commissaire des expositions coloniales, il donne un remarquable éclat aux expositions de cette colonie à Paris.
Promu officier de la Légion d'honneur en 1878, pour la part qu'il a prise à l'exposition universelle, il doit encore à son séjour à la cour du roi de Perse, Abbaz-Mirza, lors de son voyage aux Indes, la croix de commandeur de l'ordre du Lion et du Soleil.

## Publications
- Charles Bélanger et al., Voyage aux Indes orientales, par le nord de l'Europe, les provinces du Caucase, la Géorgie, l'Arménie et la Perse, suivi de détails topographiques et autres sur le Pégou, les îles de Java, de Maurice et de Bourbon, sur le Cap de Bonne-Espérance et Sainte-Hélène, pendant les années 1825, 1826, 1827, 1828 et 1829 (4 tomes et 3 tomes d'atlas. Présentation avec un rapport verbal par F. Cuvier à l'Académie royale des sciences sur la partie zoologique du voyage aux Indes-Orientales de M. Bélanger), Paris, impr.-éd. Arthus Bertrans, 1834-1838 (présentation en ligne).
  - Charles Bélanger et Bory de Saint-Vincent, Voyages aux Indes orientales, pendant les années 1825-1829, Botanique, 2e partie : Cryptogamie, 192 p.
  - Béranger, Saint-Hilaire, Lesson, Valenciennes, Deshayes et Guérin, Voyage aux Indes-Orientales,  Zoologie, 1834, 535 p.
  - Béranger, Saint-Hilaire, Lesson, Valenciennes, Deshayes et Guérin, Voyage aux Indes-Orientales,  Zoologie, Atlas, 1834, 40 pl.
  - Belanger, Voyage aux Indes-Orientales, pendant les années 1825-1829, Historique, 2e partie, 1838, 492 p.